# François Vernes
François Vernes (10 janvier 1765, Céligny - 6 avril 1834, Versoix) est un homme de lettres genevois.

## Biographie
Fils de Jacob Vernes, il devient membre de l'Assemblée nationale de Genève et du comité d'administration en 1793, puis du comité législatif l'année suivante et du sénat académique trois ans plus tard. Il fut marié trois fois : D'abord à Jeanne Catherine Françoise Lagisse en 1800, puis à Anne Marie Isaline Vignier en 1806, et enfin à Rosalie Augustine Deluze en 1812, celle dont il empruntera le nom pour compléter son pseudonyme.
Il se consacre aux lettres.

## Publications
- Le voyageur sentimental ou ma promenade à Yverdun (1786)
- La Franciade ou l'ancienne France (2 vol., 1789)
- La création, ou les premiers fastes de l'homme et de la nature (1804)
- La Déicée, ou méditations nouvelles sur l'existence et la nature de Dieu [...]: suivie d'Elvina (1823)

## Pour approfondir